# Esquirol gris de Califòrnia
L'esquirol gris de Califòrnia (Sciurus griseus) és una espècie de rosegador esciüromorf de la família dels esciúrids. És un esquirol arborícola oriünd de la costa oest dels Estats Units i el Canadà. L'esquirol gris occidental fou descrita per primera vegada per George Ord en 1818 basant-se en les notes preses per Lewis i Clark en The Dalles, al comtat de Wasco, Oregon.
Comparat amb l'esquirol gris, aquests esquirols són tímids, i generalment corren cap a un arbre i donen un xiscle quan són molestats. El seu pes varia de 400 grams a gairebé un quilogram, i la seva longitud (explicant la cua) és de 45 a 60 centímetres. Aquest és l'esquirol més gran de la costa oest dels Estats Units.